# Список кавалеров ордена «За заслуги перед Отечеством» за 2009 год

## Кавалеры ордена I степени
1. 24 марта 2009 года, № 324 — Черномырдин, Виктор Степанович — чрезвычайный и полномочный посол Российской Федерации на Украине[1]
2. 10 июня 2009 года, № 639 — Зыкина, Людмила Георгиевна — художественный руководитель федерального государственного учреждения культуры «Государственный академический русский народный ансамбль „Россия“», город Москва[2]
3. 10 июня 2009 года, № 643 — Чазов, Евгений Иванович — генеральный директор федерального государственного учреждения «Российский кардиологический научно-производственный комплекс», город Москва[3]
4. 29 октября 2009 года, № 1220 — Примаков, Евгений Максимович — академик Российской академии наук, президент Торгово-промышленной палаты Российской Федерации[4]
5. 9 ноября 2009 года, № 1256 — Пахмутова, Александра Николаевна — композитор, город Москва[5]
6. 16 ноября 2009 года, № 1293 — Россель, Эдуард Эргартович — губернатор Свердловской области[6]

## Кавалеры ордена II степени
1. 23 февраля 2009 года, № 200 — Янковский, Олег Иванович — артист государственного учреждения культуры города Москвы «Московский государственный театр „Ленком“»
2. 19 марта 2009 года, № 296 — Матвиенко, Валентина Ивановна — губернатор Санкт-Петербурга
3. 10 июня 2009 года, № 645 — Образцова, Елена Васильевна — солистка оперы, город Москва
4. 19 июля 2009 года, № 829 — Ширвиндт, Александр Анатольевич — художественный руководитель государственного учреждения культуры города Москвы «Московский академический театр сатиры»
5. 2 сентября 2009 года, № 999 — Спиваков, Владимир Теодорович — президент государственного учреждения культуры города Москвы «Московский международный Дом музыки»
6. 30 сентября 2009 года, № 1098 — Ковалёв, Сергей Никитич — генеральный конструктор ракетных подводных крейсеров стратегического назначения открытого акционерного общества «Центральное конструкторское бюро морской техники „Рубин“»
7. 27 октября 2009 года, № 1206 — Басин, Ефим Владимирович — генеральный директор ООО «Корпорация „Инжстрансстрой“», город Москва

## Кавалеры ордена III степени
1. 26 января 2009 года, № 91 — Захарченко, Виктор Гаврилович — генеральный директор-художественный руководитель государственного научно-творческого учреждения Краснодарского края «Кубанский казачий хор»
2. 5 февраля 2009 года, № 117 — Басилашвили, Олег Валерианович — артист Российского государственного академического Большого драматического театра им. Г. А. Товстоногова, город Санкт-Петербург
3. 5 февраля 2009 года, № 117 — Фрейндлих, Алиса Бруновна — артистка Российского государственного академического Большого драматического театра им. Г. А. Товстоногова, город Санкт-Петербург
4. 9 февраля 2009 года, № 144 — Судаков, Константин Викторович — заведующий отделом Государственного учреждения «Научно-исследовательский институт нормальной физиологии имени П. К. Анохина», город Москва.
5. 15 марта 2009 года, № 279 — Конторович, Алексей Эмильевич — академик РАН, научный руководитель Института нефтегазовой геологии и геофизики им. А. А. Трофимука Сибирского отделения РАН, Новосибирская область
6. 24 марта 2009 года, № 318 — Додин, Лев Абрамович — художественный руководитель — директор федерального государственного учреждения культуры «Академический Малый драматический театр — Театр Европы», город Санкт-Петербург.
7. 31 марта 2009 года, № 344 — Перминов, Анатолий Николаевич — руководитель Федерального космического агентства
8. 8 апреля 2009 года, № 358 — Пугачёва, Алла Борисовна — солистка-вокалистка, город Москва
9. 14 апреля 2009 года, № 398 — Корабельников, Валентин Владимирович — начальник Главного разведывательного управления Генерального штаба Вооружённых Сил Российской Федерации
10. 9 августа 2009 года, № 925 — Палеев, Николай Романович — академик Российской академии медицинских наук, заведующий отделением государственного учреждения «Московский областной научно-исследовательский клинический институт имени М. Ф. Владимирского»
11. 12 августа 2009 года, № 935 — Шмаков, Михаил Викторович — председатель Общественной организации Федерация Независимых Профсоюзов России
12. 20 августа 2009 года, № 956 — Терехов, Вячеслав Константинович — первый заместитель генерального директора закрытого акционерного общества «Интерфакс», город Москва
13. 24 августа 2009 года, № 967 — Демченко, Олег Фёдорович — президент открытого акционерного общества «Научно-производственная корпорация „Иркут“», город Москва
14. 9 сентября 2009 года, № 1027 — Борисов, Василий Иванович — первый заместитель генерального директора по научной работе открытого акционерного общества «Концерн „Созвездие“», Воронежская область
15. 17 сентября 2009 года, № 1041 — Росляк, Юрий Витальевич — первый заместитель мэра Москвы в правительстве Москвы, руководитель комплекса экономической политики и развития города Москвы
16. 17 сентября 2009 года, № 1045 — Козлов, Валерий Васильевич — академик, вице-президент Российской академии наук, город Москва
17. 30 сентября 2009 года, № 1094 — Меркушкин, Николай Иванович — Глава Республики Мордовия
18. 11 октября 2009 года, № 1143 — Жеребцов, Гелий Александрович — академик Российской академии наук, директор учреждения Российской академии наук Института солнечно-земной физики Сибирского отделения РАН, Иркутская область
19. 20 ноября 2009 года, № 1323 — Малышев, Владимир Сергеевич — ректор федерального государственного образовательного учреждения высшего и послевузовского профессионального образования «Всероссийский государственный университет кинематографии имени С. А. Герасимова», город Москва
20. 9 декабря 2009 года, № 1415 — Пиотровский, Михаил Борисович — директор федерального государственного учреждения культуры «Государственный Эрмитаж», город Санкт-Петербург
21. 14 декабря 2009 года, № 1437 — Пешехонов, Владимир Григорьевич — генеральный директор открытого акционерного общества "Концерн «Центральный научно-исследовательский институт „Электроприбор“», город Санкт-Петербург
22. 26 декабря 2009 года, № 1484 — Глухих, Василий Андреевич — научный руководитель федерального государственного унитарного предприятия «Научно-исследовательский институт электрофизической аппаратуры имени Д. В. Ефремова», город Санкт-Петербург

## Кавалеры ордена IV степени
1. 2 января 2009 года, № 1 — Костыгов, Николай Владимирович — вице-губернатор Вологодской области
2. 4 января 2009 года, № 14 — Бойков, Александр Николаевич — главный врач Санкт-Петербургского государственного учреждения здравоохранения «Санаторий „Белые ночи“»
3. 11 января 2009 года, № 35 — Хохрякова, Ольга Сергеевна — заместитель Председателя Конституционного суда Российской Федерации
4. 12 января 2009 года, № 48 — Буксман, Александр Эмануилович — первый заместитель Генерального прокурора Российской Федерации
5. 12 января 2009 года, № 48 — Кехлеров, Сабир Гаджиметович — заместитель Генерального прокурора Российской Федерации
6. 19 января 2009 года, № 65 — Адамян, Лейла Вагоевна — заместитель директора федерального государственного учреждения «Научный центр акушерства, гинекологии и перинатологии имени академика В. И. Кулакова», город Москва
7. 21 января 2009 года, № 77 — Пушкарь, Борис Николаевич (архиепископ Вениамин) — управляющий Владивостокской епархией Русской православной церкви, Приморский край
8. 26 января 2009 года, № 90 — Костолевский, Игорь Матвеевич — артист государственного учреждения культуры города Москвы «Московский академический театр имени Вл. Маяковского»
9. 28 января 2009 года, № 95 — Кондратов, Василий Михайлович — президент государственного образовательного учреждения высшего профессионального образования «Вятский государственный университет», Кировская область
10. 28 января 2009 года, № 96 — Динес, Владимир Александрович — ректор государственного образовательного учреждения высшего профессионального образования «Саратовский государственный социально-экономический университет»
11. 8 февраля 2009 года, № 131 — Кропачев, Николай Михайлович — ректор федерального государственного образовательного учреждения высшего профессионального образования «Санкт-Петербургский государственный университет»
12. 6 февраля 2009 года, № 134 — Валукин, Евгений Петрович — заведующий кафедрой хореографии федерального государственного образовательного учреждения высшего профессионального и послевузовского образования «Российская академия театрального искусства-ГИТИС», город Москва
13. 14 февраля 2009 года, № 157 — Мыльников, Андрей Андреевич — вице-президент Российской академии художеств, профессор государственного образовательного учреждения высшего профессионального образования «Санкт-Петербургский государственный академический институт живописи, скульптуры и архитектуры имени И. Е. Репина»
14. 14 февраля 2009 года, № 160 — Красноштейн, Аркадий Евгеньевич — член-корреспондент Российской академии наук, директор Горного института Уральского отделения Российской академии наук, Пермский край
15. 14 февраля 2009 года, № 160 — Лисицын, Александр Петрович — академик Российской академии наук, заведующий лабораторией Института океанологии имени П. П. Ширшова Российской академии наук, город Москва
16. 14 февраля 2009 года, № 160 — Савин, Геннадий Иванович — академик Российской академии наук, директор Межведомственного суперкомпьютерного центра Российской академии наук, город Москва
17. 14 февраля 2009 года, № 160 — Свердлов, Евгений Давидович — академик Российской академии наук, советник Института молекулярной генетики Российской академии наук, город Москва
18. 14 февраля 2009 года, № 160 — Титаренко, Михаил Леонтьевич — академик Российской академии наук, директор Института Дальнего Востока Российской академии наук, город Москва
19. 14 февраля 2009 года, № 160 — Толстиков, Генрих Александрович — академик Российской академии наук, советник Новосибирского института органической химии имени Н. Н. Ворожцова Сибирского отделения Российской академии наук, Новосибирская область
20. 14 февраля 2009 года, № 160 — Чантурия, Валентин Алексеевич — академик Российской академии наук, директор Института проблем комплексного освоения недр Российской академии наук, город Москва
21. 17 февраля 2009 года, № 179 — Станиславов, Иван Антонович — первый заместитель главы администрации (губернатора) Ростовской области, вице-губернатор
22. 4 марта 2009 года, № 236 — Миронов, Михаил Алексеевич — исполняющий обязанности начальника Управления Президента Российской Федерации по работе с обращениями граждан
23. 6 марта 2009 года, № 242 — Жванецкий, Михаил Маньевич — писатель, художественный руководитель государственного учреждения культуры города Москвы «Московский театр миниатюр»
24. 8 марта 2009 года, № 249 — Аверина, Нина Петровна — директор некоммерческого негосударственного образовательного учреждения «Средняя общеобразовательная школа „Олимп-Плюс“», город Москва
25. 8 марта 2009 года, № 249 — Кийко, Михаил Юрьевич — заместитель руководителя Федерального агентства по государственным резервам
26. 8 марта 2009 года, № 250 — Осипов, Геннадий Васильевич — академик Российской академии наук, директор учреждения Российской академии наук «Институт социально-политических исследований РАН», город Москва
27. 13 марта 2009 года, № 269 — Искандер, Фазиль Абдулович — писатель, город Москва
28. 23 марта 2009 года, № 304 — Кулаков, Владимир Григорьевич
29. 30 марта 2009 года, № 339 — Садовничий, Виктор Антонович — академик Российской академии наук, ректор федерального государственного образовательного учреждения высшего профессионального образования «Московский государственный университет имени М. В. Ломоносова»
30. 5 апреля 2009 года, № 347 — Кузин, Олег Сергеевич — главный редактор газеты «Трибуна-рт», председатель объединенной редакционной коллегии закрытого акционерного общества «Издательский дом „Трибуна“», город Москва
31. 5 апреля 2009 года, № 348 — Татарский, Евгений Маркович — кинорежиссёр-постановщик открытого акционерного общества «Киностудия „Ленфильм“», Санкт-Петербург
32. 9 апреля 2009 года, № 370 — Гундорова, Роза Александровна — руководитель отдела государственного учреждения «Московский научно-исследовательский институт глазных болезней имени Гельмгольца»
33. 9 апреля 2009 года, № 370 — Прилепская, Вера Николаевна — заместитель директора федерального государственного учреждения «Научный центр акушерства, гинекологии и перинатологии имени академика В. И. Кулакова», город Москва
34. 17 апреля 2009 года, № 422 — Трифанцов, Иван Фёдорович — генеральный директор открытого акционерного общества международных перевозок «Совтрансавто-Брянск-Холдинг», Брянская область
35. 23 апреля 2009 года, № 449 — Дзасохов, Александр Сергеевич — член Совета Федерации Федерального собрания Российской Федерации от органа исполнительной власти Республики Северная Осетия — Алания
36. 24 апреля 2009 года, № 452 — Райков, Евгений Тихонович — солист оперы федерального государственного учреждения Государственный академический Большой театр России, город Москва
37. 30 апреля 2009 года, № 487 — Крупкин, Владимир Леонидович — заместитель полномочного представителя Президента Российской Федерации в Уральском федеральном округе
38. 7 мая 2009 года, № 513 — Иванова, Надежда Юрьевна — директор Сводного экономического департамента Центрального банка Российской Федерации
39. 11 мая 2009 года, № 531 — Осадчий, Владимир Яковлевич — заведующий кафедрой государственного образовательного учреждения высшего профессионального образования «Московский государственный университет приборостроения и информатики»
40. 20 мая 2009 года, № 582 — Кац, Роман Аншелевич — артист государственного учреждения культуры города Москвы «Московский театр миниатюр»
41. 30 мая 2009 года, № 603 — Голубев, Василий Юрьевич — глава Ленинского муниципального района Московской области
42. 30 мая 2009 года, № 604 — Соловьёв, Александр Кириллович — заместитель председателя правления акционерного коммерческого Сберегательного банка Российской Федерации (открытого акционерного общества), председатель Центрально-Чернозёмного банка акционерного коммерческого Сберегательного банка Российской Федерации (открытого акционерного общества), Воронежская область
43. 4 июня 2009 года, № 628 — Рубцов, Виталий Владимирович — ректор государственного образовательного учреждения высшего профессионального образования «Московский городской психолого-педагогический университет»
44. 11 июня 2009 года, № 657 — Янин, Валентин Лаврентьевич — академик Российской академии наук, советник президиума Российской академии наук, город Москва
45. 14 июня 2009 года, № 684 — Калинина, Ида Павловна — академик Российской академии сельскохозяйственных наук, главный научный сотрудник государственного научного учреждения «Ордена Трудового Красного Знамени научно-исследовательский институт садоводства Сибири имени М. А. Лисавенко» Сибирского отделения Российской академии сельскохозяйственных наук, Алтайский край
46. 14 июня 2009 года, № 686 — Семёнов, Борис Фёдорович — главный научный сотрудник государственного учреждения «Научно-исследовательский институт вакцин и сывороток имени И. И. Мечникова» Российской академии медицинских наук, Москва
47. 22 июня 2009 года, № 696 — Гетман, Николай Иванович — директор департамента экономической безопасности Торгово-промышленной палаты Российской Федерации
48. 30 июня 2009 года, № 725 — Быков, Вячеслав Аркадьевич — главный тренер национальной сборной команды России по хоккею
49. 13 июля 2009 года, № 801 — Авенян, Владимир Амбарцумович — генеральный директор открытого акционерного общества «Государственный научно-исследовательский институт машиностроения имени В. В. Бахирева», Нижегородская область
50. 20 июля 2009 года, № 834 — Лиознова, Татьяна Михайловна — кинорежиссёр, член общественной организации «Союз кинематографистов Российской Федерации», город Москва
51. 28 июля 2009 года, № 871 — Крутой, Игорь Яковлевич — композитор, президент регионального общественного благотворительного фонда поддержки эстрадных исполнителей центра «АРС», член Международного союза деятелей эстрадного искусства (творческого союза), город Москва
52. 2 августа 2009 года, № 885 — Исинбаева, Елена Гаджиевна — заслуженный мастер спорта России (легкая атлетика)
53. 2 августа 2009 года, № 885 — Сайтиев, Бувайса Хамидович — заслуженный мастер спорта России (вольная борьба)
54. 6 августа 2009 года, № 918 — Кармазинов, Феликс Владимирович — генеральный директор государственного унитарного предприятия «Водоканал Санкт-Петербурга»
55. 10 августа 2009 года, № 928 — Фурсенко, Андрей Александрович — министр образования и науки Российской Федерации
56. 11 августа 2009 года, № 931 — Гайнутдин, Равиль Исмагилович — муфтий, председатель Совета муфтиев России, председатель Духовного управления мусульман Европейской части России, город Москва
57. 18 августа 2009 года, № 941 — Кураков, Лев Пантелеймонович — ректор федерального государственного образовательного учреждения высшего профессионального образования «Чувашский государственный университет имени И. Н. Ульянова»
58. 18 августа 2009 года, № 942 — Карасин, Григорий Борисович — статс-секретарь — заместитель министра иностранных дел Российской Федерации
59. 24 августа 2009 года, № 967 — Нестеров, Владимир Евгеньевич — генеральный директор федерального государственного унитарного предприятия «Государственный космический научно-лроизводственный центр имени М. В. Хруничева», город Москва
60. 2 сентября 2009 года, № 997 — Малькевич, Владислав Леонидович — генеральный директор закрытого акционерного общества «Экспоцентр», город Москва
61. 3 сентября 2009 года, № 1008 — Семке, Валентин Яковлевич — директор государственного учреждения «Научно-исследовательский институт психического здоровья» Томского научного центра Сибирского отделения Российской академии медицинских наук
62. 4 сентября 2009 года, № 1009 — Хиль, Эдуард Анатольевич — солист-вокалист, город Санкт-Петербург
63. 4 сентября 2009 года, № 1010 — Богачёва, Ирина Петровна — солистка оперы федерального государственного учреждения культуры «Государственный академический Мариинский театр», город Санкт-Петербург
64. 8 сентября 2009 года, № 1021 — Хомич, Владислав Юрьевич — академик Российской академии наук, заместитель директора по научной работе учреждения Российской академии наук Института электрофизики и электроэнергетики РАН, город Москва
65. 9 сентября 2009 года, № 1027 — Корольков, Юрий Борисович — генеральный директор федерального государственного унитарного предприятия «Государственный ордена Трудового Красного Знамени специальный научно-исследовательский и проектный институт „СоюзпромНИИпроект“», Москва
66. 20 сентября 2009 года, № 1056 — Бекетов, Владимир Андреевич — председатель Законодательного собрания Краснодарского края
67. 20 сентября 2009 года, № 1058 — Левитин, Игорь Евгеньевич — министр транспорта Российской Федерации
68. 30 сентября 2009 года, № 1087 — Михайлов, Александр Николаевич — губернатор Курской области
69. 30 сентября 2009 года, № 1096 — Лебединский, Андрей Анатольевич — заслуженный мастер спорта России
70. 11 октября 2009 года, № 1127 — Булаев, Николай Иванович — руководитель Федерального агентства по образованию
71. 11 октября 2009 года, № 1144 — Муратов, Равиль Фатыхович — первый заместитель премьер-министра Республики Татарстан
72. 11 октября 2009 года, № 1144 — Гусев, Александр Владимирович — Генеральный директор Судебного департамента при Верховном Суде Российской Федерации
73. 13 октября 2009 года, № 1156 — Караченцов, Николай Петрович — артист государственного учреждения культуры города Москвы «Московский государственный театр „Ленком“»
74. 15 октября 2009 года, № 1161 — Кожин, Владимир Игоревич — управляющий делами Президента Российской Федерации, город Москва
75. 15 октября 2009 года, № 1161 — Малюшин, Иван Дмитриевич — заместитель управляющего делами Президента Российской Федерации, город Москва
76. 21 октября 2009 года, № 1174 — Комар, Виктор Григорьевич — главный научный сотрудник открытого акционерного общества «Научно-исследовательский ордена Трудового Красного Знамени кинофотоинститут», город Москва
77. 25 октября 2009 года, № 1183 — Светин, Михаил Семёнович — артист Санкт-Петербургского государственного учреждения культуры «Академический театр Комедии имени Н. П. Акимова»
78. 1 ноября 2009 года, № 1236 — Иоселиани, Давид Георгиевич — директор государственного учреждения здравоохранения города Москвы «Научно-практический центр интервенционной кардиоангиологии»
79. 10 ноября 2009 года, № 1262 — Роднина, Ирина Константиновна — депутат Государственной думы Федерального собрания Российской Федерации, заместитель председателя Комитета Государственной думы по образованию
80. 13 ноября 2009 года, № 1284 — Максимова, Раиса Викторовна — артистка федерального государственного учреждения культуры «Московский Художественный академический театр имени А. П. Чехова»
81. 13 ноября 2009 года, № 1290 — Золоторев, Василий Григорьевич — председатель Курского областного суда
82. 19 ноября 2009 года, № 1304 — Капалин Герман Михайлович (Митрополит Климент) — управляющий Калужской епархией Русской православной церкви, председатель Издательского совета Московского патриархата
83. 19 ноября 2009 года, № 1304 — Новиков, Алексей Иванович — заместитель руководителя аппарата Комитета Совета Федерации по обороне и безопасности Аппарата Совета Федерации Федерального собрания Российской Федерации
84. 23 ноября 2009 года, № 1334 — Ильин, Виталий Григорьевич — заместитель директора Департамента международного сотрудничества Аппарата Правительства Российской Федерации
85. 23 ноября 2009 года, № 1334 — Наумов, Владимир Иванович — первый заместитель председателя Агропромышленного союза России, город Москва
86. 23 ноября 2009 года, № 1340 — Майер, Георгий Владимирович — ректор государственного образовательного учреждения высшего профессионального образования «Томский государственный университет»
87. 27 ноября 2009 года, № 1352 — Трушин, Юрий Владимирович — председатель правления открытого акционерного общества «Российский Сельскохозяйственный банк», город Москва
88. 5 декабря 2009 года, № 1390 — Маганов, Равиль Ульфатович — первый исполнительный вице-президент открытого акционерного общества «Нефтяная компания „Лукойл“», город Москва
89. 5 декабря 2009 года, № 1390 — Мишустина, Лариса Павловна — старший референт Президента Российской Федерации
90. 8 декабря 2009 года, № 1393 — Боровик, Генрих Авиэзерович — председатель совета некоммерческой организации «Благотворительный фонд имени Артема Боровика», город Москва
91. 9 декабря 2009 года, № 1413 — Любимов, Борис Николаевич — ректор государственного образовательного учреждения высшего профессионального образования «Высшее театральное училище имени М. С. Щепкина при Государственном академическом Малом театре России», город Москва
92. 14 декабря 2009 года, № 1437 — Аверьянов, Юрий Тимофеевич — помощник Секретаря Совета Безопасности Российской Федерации
93. 25 декабря 2009 года, № 1473 — Боярский, Михаил Сергеевич — артист театра и кино, город Санкт-Петербург
94. 26 декабря 2009 года, № 1484 — Беляев, Иван Иванович — референт аппарата Совета Безопасности Российской Федерации
95. 26 декабря 2009 года, № 1500 — Цыб, Анатолий Фёдорович — директор государственного учреждения Медицинского радиологического научного центра Российской академии медицинских наук, Калужская область
96. 26 декабря 2009 года, № 1501 — Кокунов, Вячеслав Александрович — директор Департамента управления делами Аппарата Правительства Российской Федерации
97. 26 декабря 2009 года, № 1501 — Шумейко, Александр Николаевич — начальник федерального государственного учреждения «Управление по обслуживанию и эксплуатации Дома Правительства Российской Федерации» Управления делами Президента Российской Федерации
98. 28 декабря 2009 года, № 1505 — Долгих, Владимир Иванович — председатель Московской городской общественной организации пенсионеров, ветеранов войны, труда, Вооружённых сил и правоохранительных органов